# ديفيد بيلي (لاعب كريكت بريطاني)
ديفيد بيلي (9 سبتمبر 1944 في المملكة المتحدة - ) (بالإنجليزية: David Bailey)‏ هو لاعب كريكت بريطاني. لعب مع نادي مقاطعة لانكشر للكريكت ‏ ونادي مقاطعة دورهام للكريكت ‏ وCheshire County Cricket Club ‏.